# USS LST-970
O USS LST-970 foi um navio de guerra norte-americano da classe LST que operou durante a Segunda Guerra Mundial.